# Карцев, Вадим Леонидович
Вадим Леонидович Карцев (бел. Вадзім Леанідавіч Карцаў; род. 14 июня 1969, Витебск) — советский и белорусский футболист, полузащитник.

## Карьера
Футбольную карьеру начинал под руководством Виктора Трубицына в витебской СДЮШОР. Футболист успел поиграть в чемпионате СССР за витебский «Витязь». Затем приостановил футбольную карьеру, отправившись на службу в армию. В 1992 году вернулся в витебский клуб, который имел уже название КИМ и выступал в белорусском чемпионате. В клубе футболист был одним из ключевых игроков на протяжении 6 проведённых в нём сезонах. Дважды вместе с клубом брал серебряные медали и один раз бронзу чемпионата. В 1997 году перешёл в израильский клуб «Нес-Циона», однако по ходу сезона получил травму крестообразных связок, после которой, не став делать операцию, завершил профессиональную карьеру футболиста.
В последствии продолжил работать юношеским тренером в израильских клубах «Маккаби» Нетания и «Хапоэль» Тель-Авив. Позже переквалифицировался на женский футбол, работая тренером по физической подготовке, в том числе и в женской сборной Израиля.

## Семья
Сын Эден профессиональный футболист, игрок национальной сборной Израиля.